# Ben Offereins
Ben Offereins (Sydney, 1986. március 12. –) ausztrál atléta.
Hazája négyszer négyszázas váltójával bronzérmet szerzett a 2009-es berlini világbajnokságon. A döntőben John Steffensen, Tristan Thomas és Sean Wroe társaként futott.

## Egyéni legjobbjai
- 100 méter síkfutás - 10,60
- 200 méter síkfutás - 21,00
- 400 méter síkfutás - 45,69